# Kwame Brown
Kwame Hasani Brown (Charleston, 10 de março de 1982) é um ex-basquetebolista profissional norte-americano que jogou 12 temporadas na NBA.
Saído direto do ensino médio para a liga norte-americana, Kwame Brown foi a primeira escolha geral no draft da NBA de 2001, selecionado pelo Washington Wizards. Considerado uma das piores escolhas da história do draft, ele foi uma aposta pessoal do então dono do Wizards, o lendário Michael Jordan. A decisão não foi das mais bem-sucedidas e, nos 12 anos seguintes, ele passaria por Los Angeles Lakers, Memphis Grizzlies, Detroit Pistons, Charlotte Bobcats, Golden State Warriors e Philadelphia 76ers. Durante estes anos, registrou médias de 6,6 pontos e 5,5 rebotes por jogo.
Segundo contou Kobe Bryant, ex-colega de equipe de Brown, em uma entrevista, as razões para o fracasso do nº 1 do draft foram claras. "Nos Lakers, certa vez ele olhou para mim e pediu para que não passasse a bola para ele, porque ele tinha medo de errar", lembrou.

## Carreira na NBA
No ensino médio, Brown frequentou a Glynn Academy, na Georgia. Enquanto estava lá, ele estabeleceu o recorde escolar em rebotes (1.235) e bloqueios (605). Depois de ser nomeado o jogador do ano do ensino médio durante sua temporada como "sênior", o Washington Wizards fez dele a primeira escolha do draft de 2001, e primeiro jogador n° 1 a ser selecionado vindo direto do ensino médio.

## Estatísticas na NBA

### Temporada regular
| Ano     | Equipe       | PJ  | PT  | MPP  | %TC  | %3P  | %TL  | RPP | APP | ROB | TPP | PPP  |
| ------- | ------------ | --- | --- | ---- | ---- | ---- | ---- | --- | --- | --- | --- | ---- |
| 2001-02 | Washington   | 57  | 3   | 14.3 | .387 | .000 | .707 | 3.5 | .8  | .3  | .5  | 4.5  |
| 2002-03 | Washington   | 80  | 20  | 22.2 | .446 | .000 | .668 | 5.3 | .7  | .6  | 1.0 | 7.4  |
| 2003-04 | Washington   | 74  | 57  | 30.3 | .489 | .500 | .683 | 7.4 | 1.5 | .9  | .7  | 10.9 |
| 2004-05 | Washington   | 42  | 14  | 21.6 | .460 | .000 | .574 | 6.2 | .9  | .6  | .4  | 7.0  |
| 2005-06 | L.A. Lakers  | 72  | 49  | 27.5 | .526 | .000 | .545 | 6.6 | 1.0 | .4  | .6  | 7.4  |
| 2006-07 | L.A. Lakers  | 41  | 28  | 27.6 | .591 | .000 | .440 | 6.0 | 1.8 | .9  | 1.2 | 8.4  |
| 2007-08 | L.A. Lakers  | 23  | 14  | 22.1 | .515 | .000 | .406 | 5.7 | 1.2 | .7  | .8  | 5.7  |
| 2007-08 | Memphis      | 15  | 1   | 13.6 | .487 | .000 | .412 | 3.8 | 1.1 | .4  | .3  | 3.5  |
| 2008-09 | Detroit      | 58  | 30  | 17.2 | .533 | .000 | .516 | 5.0 | .6  | .4  | .4  | 4.2  |
| 2009-10 | Detroit      | 48  | 1   | 13.8 | .500 | .000 | .337 | 3.7 | .5  | .3  | .2  | 3.3  |
| 2010-11 | Charlotte    | 66  | 50  | 26.0 | .517 | .000 | .589 | 6.8 | .7  | .4  | .6  | 7.9  |
| 2011-12 | Golden State | 9   | 3   | 20.8 | .525 | .000 | .441 | 6.3 | .4  | .9  | .0  | 6.3  |
| 2012-13 | Philadelphia | 22  | 11  | 12.2 | .459 | .000 | .368 | 3.4 | .4  | .3  | .5  | 1.9  |
| Total   | Total        | 607 | 281 | 22.1 | .492 | .111 | .570 | 5.5 | .9  | .5  | .6  | 6.6  |

### Playoffs
| Ano   | Equipe      | PJ | PT | MPP  | %TC  | %3P  | %TL  | RPP | APP | ROB | TPP | PPP  |
| ----- | ----------- | -- | -- | ---- | ---- | ---- | ---- | --- | --- | --- | --- | ---- |
| 2005  | Washington  | 3  | 0  | 20.0 | .385 | .000 | .556 | 5.0 | 1.0 | .0  | .7  | 5.0  |
| 2006  | L.A. Lakers | 7  | 7  | 32.1 | .523 | .000 | .710 | 6.6 | 1.0 | .3  | .9  | 12.9 |
| 2007  | L.A. Lakers | 5  | 5  | 26.6 | .528 | .000 | .556 | 5.6 | .2  | .2  | .8  | 8.6  |
| 2009  | Detroit     | 3  | 0  | 16.0 | .375 | .000 | .750 | 5.0 | .0  | .0  | 1.0 | 3.0  |
| Total | Total       | 18 | 12 | 25.9 | .500 | .000 | .660 | 5.8 | .6  | .2  | .8  | 8.7  |